# Graeme Beveridge
Pour les articles homonymes, voir Beveridge.

a Compétitions nationales et continentales officielles uniquement.

b Matchs officiels uniquement.
Dernière mise à jour le 17/02/2017.
Graeme Beveridge, né le 17 février 1976, est un joueur international écossais de rugby à XV qui a joué au poste de demi de mêlée avec l'équipe d'Écosse entre 2000 et 2006.

## Biographie
Graeme Beveridge a connu sa première cape internationale le 1er juillet 2000 à l’occasion d’un match contre l'équipe de Nouvelle-Zélande. Il a joué avec les Glasgow Warriors en Challenge européen et dans la Ligue Celte. Il rejoint le club anglais de Bristol Rugby en 2007, qu'il quitte d'un commun accord en mars 2009.

## Statistiques en équipe nationale
- 6 sélections
- Sélections par années : 3 en 2000, 1 en 2002, 1 en 2003, 1 en 2005
- Tournoi des Six Nations disputé: aucun. Il était dans le groupe en 2002, pour les 4 matchs, sans jouer.
- Participation à la Coupe du monde : aucune. Il était dans le groupe en 2003, sans jouer.